# Ануак
Ануак, ануаки (самоназва — аньївае або жо-аніва, Anywaa, Añwaa; інші написання етнонімів: Anyua, Anywak, Anwak, Anuak; інші етноніми — ямбо, в Ефіопії — нуро) — нілотський народ підгрупи північні луо (джолуо) у прикордонних районах Ефіопії та Південного Судану (Східна Африка).
Ануаків, як і решту нілотів, а також інших народів сучасного Південного Судану (англійського Південного Судану) вивчав знаменитий англійський антрополог Едвард Еван Еванс-Прітчард (Edward Evan Evans-Pritchard).

## Територія проживання, чисельність, мова і релігія
Проживають у прикордонних районах Південного Судану (від липня 2011 року — незалежна держава, що відокремилась від метрополії Судан) — у цій молодій державі ануаки живуть у північно-східних районах: на лівобережжі Акобо до річки Пібор, та Ефіопії — правий берег річки Акобо і басейн річки Гіло в регіоні Гамбелла.
Авторитетні російські джерела на середину 1990-х років оцінювали чисельність ануаків — в Судані бл. 15 тисяч осіб, в Ефіопії — 55 тисяч осіб. Чисельність ануаків згідно з оцінками місіонерів (1991) — бл. 26 000 в Ефіопії та 52 000 у тодішньому Судані, у Encyclopaedia Aethiopica (2003) чисельність народу вказано — від 100 до 200 тисяч осіб. Під час перепису населення в Ефіопії (2007) 85 909 осіб назали себе ануками. Таким чином, станом на 2000-ні чисельність ануаків оцінково в обох країнах проживання становить до 100 тисяч осіб.
Розмовляють мовою ануак, частина є двомовною: адже суданський діалект арабської мови виступає як мова спілкування народів Південного Судану.
Ануаки дотримуються традиційних вірувань. Характерні культи предків, сил природи, духів (джок). Поширений тотемізм.

## Історія, господарство, культура
У минулому ануаки — кочовий народ скотарів-пастухів. У процесі міграцій мас населення з півночі на південь у Східній Африці ануаки разом з іншими скотарями почали переходити на осілий спосіб життя.
Починаючи з XX століття основною галуззю господарства ануаків стало ручне тропічне землеробство (зернові — просо елевсина, кукурудза; бобові; коренеплоди). Займаються також річковим рибальством (за допомогою загат), збиранням диких фруктів. Деякі групи ануак утримують дрібну рогату худобу. Традиційні ремесла: плетіння, виготовлення човнів, хатнього начиння, прикрас тощо.
Поселення ануаків мають лінійне планування і збудовані в рядок уздовж річок, деякі налічують до тисячі жителів.
В основі соціальної організації — патріархально-племінні зв'язки. Шлюб патрилокальний, вид спорідненості — патрилінійна. Поселення — сільська громада, яка складається з домогосподарств, пов'язаних мережею патрилінійних генеалогічних зв'язків.
Традиційна їжа ануаків — рослинна, риба; традиційний одяг — пов'язка на стегнах або шкіряний фартух, подоба спіднички з рослинних волокон. Нині у чоловіків ануак повсюдно поширений європейський одяг — сорочка і шорти.